# Jenny Agutter
Jenny Agutter (født 20. december 1952 i Taunton, England) er en engelsk skuespillerinde. Hun er kendt fra film som En amerikansk varulv i London fra (1981) og Barneleg 2 fra (1990).